# Митрополия Германии, Центральной и Северной Европы
Митропо́лия Герма́нии, Центра́льной и Се́верной Евро́пы (рум. Mitropolia Germaniei, Europei Centrale și de Nord, нем. Rumänische Orthodoxe Metropolie für Deutschland, Zentral- und Nordeuropa) — митрополия Румынской православной церкви территории Германии, Австрии, Люксембурга, Дании, Швеции и Норвегии. Включает в себя 2 епархии: Германскую, Австрийскую и Люксембургскую архиепископию (управляется митрополитом), а также Северо-Европейскую епископию.

## История
Во время коммунистического режима румынские православные приходы Западной и Центральной Европы потеряли связь с Румынской православной церковью по причине зависимости последней от коммуничтической власти. Священников, которых присылали из Рымынии, подозревали в сотрудничестве с коммунистическим режимом в Румынии.
В период с 1945 по 1958 год румынские православные приходы Западной Европы находились в подчинении митрополита Виссариона (Пую), который перешёл в подчинение Русской Зарубежной Церкви. Он был лишён сана в Румынском патриархате по требованию коммунистической власти и приговорён к смертной казни «народным трибуналом» в Бухаресте. Также румынскую паству в Европе окормлял архиепископ Василий (Леу), бывший румынский православный священник в Зальцбурге, каноничность поставления которого была под сомнением. Остальные румынские приходы находились в ведении Константинопольского патриархата.
После распада коммунистического режима в Румынии все больше и больше румынских приходов на Западе хотели вернуться под юрисдикцию Румынской Православной Церкви. Первые шаги были организованы священником Симионом Фелеканом с благословения и согласия Румынского Патриархата. Затем появилась «группы семи» румынских православных священников: Александру Кымпяну (Регенсбург), Габриэл Чернэуцяну (Оффенбург), Ливиу Дэрабан (Зиген), Симион Фелькан (Мюнхен), Лазэр Миту (Кёльн), Лучиан Пыржол (Берлин), Александр Пап (Аахен). Эта группа созвала первый Съезд румынских православных священников в Европе. Подготовительное собрание состоялось в феврале 1992 года в Кёльне, а конгресс состоялся с 2-4 октября 1992 года в Кенигсвинтере. С 16 по 18 октября 1992 года начинается составление в Кенигсвинтере статуса организации и функционирования митрополии Германии. 8 мая 1993 года в Аахене утверждается окончательная форма статуса организации и функционирования митрополии, зарегистрированная в Государственном нотариате этого города.
Священный Синод Румынской Православной Церкви знакомится с инициативой из Германии и даёт благословение на заседании 22-23 января 1993 года для организации Румынской православной митрополии Германии и Центральной Европы с административным центром в Берлине. Епархиальное собрание митрополии единогласно выбирает 16 октября 1994 года епископа Серафима (Жоантэ) в качестве архиепископа Берлинского и митрополита православной митрополии для Германии и Центральной Европы. 12 января 1994 года Священный Синод Румынской Православной Церкви проверяет и подтверждает выбор епископа Серафима, выдав патриаршую Грамоту, подтверждающую каноническое создание митрополии и назначение её первого митрополита. 5 июня 1994 года в Мюнхене состоялась интронизация митрополита Серафима. В то время митрополия находилась в собственной канонической юрисдикции на территории Германии, Австрии, Люксембурга, Дании, Швеции, Финляндия и Норвегия. после оценки митрополита Серафима сегодня в Германии проживает более 300 000 православных румын.